# Renzo Eusebi
Renzo Eusebi (Patrignone, 18 aprile 1946) è un pittore e scultore italiano. La sua figura artistica di pittore e scultore è legata ai movimenti artistici del Transvisionismo (1995) e del GAD - Gruppo Aniconismo Dialettico (1997), curato da Giorgio Di Genova.

## Biografia
Nasce a Patrignone, frazione di Montalto Marche, il 18 aprile 1946. Nel 1962 frequenta il liceo artistico a Roma e stringe amicizia con Sante Monachesi. Si cimenta agli inizi nel bassorilievo in gesso, usa la spatola, realizza una serie di dipinti ottenendo un quadro frantumato. Dopo gli esordi neosurrealisti, in cui declinava in modi personali sia la lezione dei Buchi di Lucio Fontana sia il materismo di Alberto Burri, approda ad un periodo di dipinti materici, monocromatici, e di metalliche sculture dipinte, giungendo progressivamente a prosciugare la materia pittorica in stesure piane e compatte dei tre colori primari, si evolve sulla lezione neoplastica di Piet Mondrian, che lo ha fatto approdare ad un purismo pittorico pulito, illuminato. Dagli anni Settanta ad oggi è presente con le sue opere in numerose mostre collettive e personali, nazionali e internazionali dei suoi percorsi artistici. Negli anni Ottanta in particolare si dedica alla ricerca di una pittura astratta, surrealista, dove si intrecciano spirali da cui emergono forme geometriche di colori rosso, nero, giallo e blu, immagini e colori primari. La sua figura è legata ai movimenti artistici del Transvisionismo (1995) e in modo particolare del Gruppo Aniconismo Dialettico (GAD), fondato in Arte Fiera, Bologna, nel 1997, pubblicato su Bora Edizioni, curato da Giorgio Di Genova, il quale seleziona accuratamente cinque artisti italiani emergenti: Renzo Eusebi, Pasquale Di Fabio, Walter Coccetta, Antonio Di Girolamo e Pitti.

## Musei
- MAGI, MAGI '900 - Museo delle eccellenze artistiche e storiche, Pieve di Cento.[7]
- Museo Limen, Museo d'Arte di Vibo Valentia, Vibo Valentia.[8]
- ART ON, Museo d'Arte Contemporanea, Castel di Lama.[9]
- MAAG, Museo Abruzzese Arti Grafiche, Castel di Ieri.